# Pierre Poujade
Pierre Poujade (Saint-Céré, 1º dicembre 1920 – La Bastide-l'Évêque, 27 agosto 2003) è stato un sindacalista e politico francese.
Diede il suo nome al poujadismo, movimento in difesa dei commercianti e degli artigiani che additava quella che definiva l'inefficienza del parlamentarismo così com'era attuato nella Francia della Quarta Repubblica. Il poujadismo può definirsi come un movimento qualunquista, populista e antiparlamentare  esprimente una ribellione settoriale contro il fisco. 

## Biografia
Pierre Poujade era il più piccolo di sette figli che dovette interrompere i suoi studi al collegio Sant'Eugenio di Aurillac in seguito alla morte di suo padre, architetto. Dopo aver provato a fare i lavori più diversi come apprendista tipografo, istruttore d'educazione fisica, scaricatore o incatramatore, fu attivista di destra per qualche tempo nel Partito Popolare Francese (PPF) di Jacques Doriot prima di diventare durante la seconda guerra mondiale un membro temporaneo di un movimento di giovani simpatizzanti alla repubblica di Vichy:  "Gli Amici della Francia"; con l'occupazione della zona libera da parte dei tedeschi alla fine del 1942, decise di unirsi, attraversando la Spagna, alla Resistenza d'oltremare. Arruolato nell'aviazione ad Algeri incontrò qui la sua futura moglie Yvette Seva che sposerà nel luglio del 1944 e con la quale avrà cinque figli. Dopo la Liberazione divenne rappresentante di libri di contenuto religioso e in seguito si sistemerà come libraio e cartolaio nella sua città natale di Saint-Céré (da qui il soprannome il "cartolaio di Saint-Céré"  ) di cui divenne membro del consiglio comunale.
Pierre Poujade ascese improvvisamente alla notorietà nel 1953 quando si mise a capo di un gruppo di commercianti che si opponevano con la forza a un controllo fiscale in Saint-Céré, piccola località del centro della Francia. I controllori rinunciarono al loro compito e alcuni commercianti dei dipartimenti vicini vennero a chiedere consiglio al "cartolaio di Saint-Céré" divenuto nel frattempo consigliere municipale. Questa rivolta fiscale segnò l'inizio del movimento poujadista. Eccellente oratore tribunizio  dalla voce tonante, Pierre Poujade parla a tutte le professioni che si sentono minacciate da un mondo che sta cambiando. Egli le vuole difendere. Nel nome dei "piccoli" cittadini egli denuncia con veemenza lo "Stato vampiro" e i suoi "forchettoni" (i grandi funzionari che "mangiano"), le "eminenze" e i "senza patria" che occupano la "casa Francia". Il suo movimento è fortemente antiparlamentare. Sostenuto agli inizi dai comunisti che sperano di inglobare il movimento, egli sarà in seguito soprannominato "Poujadolf"  per discreditarlo come nazista, riferendosi alle sue manifestazioni politiche che arrivarono a contare la partecipazione di quasi 200.000 persone il 24 gennaio 1955 a Parigi, ma che vuole soprattutto alludere ai suoi atteggiamenti xenofobi e antisemiti: i suoi ripetuti attacchi contro l'ebreo Pierre Mendès France, «che non ha di francese che la parola aggiunta al suo nome», non danno adito a dubbi. 

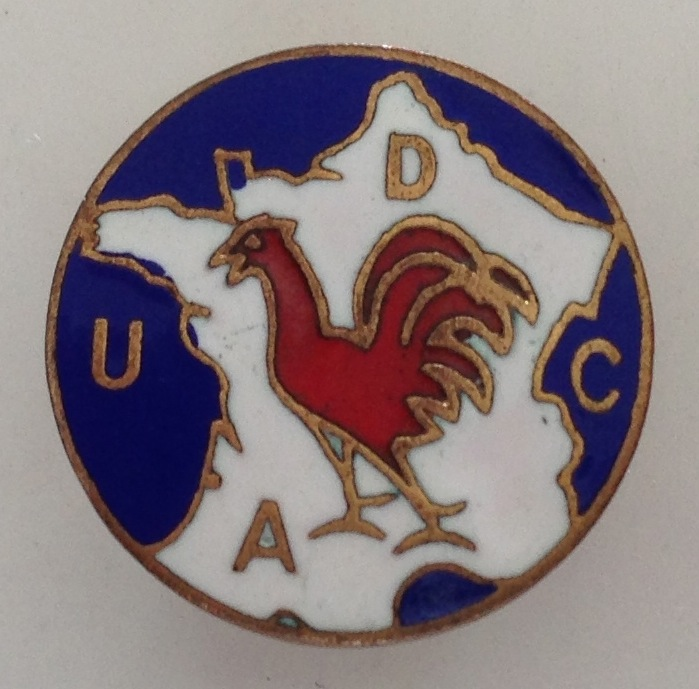
Il simbolo dell'UDCA

Il suo movimento sindacale, l'Unione della difesa dei commercianti e artigiani (UDCA) , conobbe un grande successo verso la fine della Quarta Repubblica, così anche nella sua versione  elettorale: l'Unione e Fraternità Francese (UFF) che gli permise di conquistare 52 deputati (2,4 milioni di voti con  l'11,6% dei suffragi) per l'Assemblea nazionale nel 1956 con una legge elettorale che assegnava 70 deputati  al Movimento repubblicano popolare (MRP) con quasi 230.000 voti in meno. Fra questi c'era Jean-Marie Le Pen che stava per diventare il personaggio più in vista dell'estrema destra in Francia ma con il quale Poujade manifestò subito un disaccordo, rifiutando ogni affinità dell'UFF con lui.
L'avvento della Quinta Repubblica segnò la fase discendente di Pierre Poujade.
Egli sarà candidato in due tornate alle elezioni europee: nel 1979 per la lista di Pierre Malaud, poi nel 1984 per la lista socio-professionale presentata da Gérard Nicoud, ma senza riuscire ad essere eletto. Continuerà a presiedere l'UDCA sino al 1983, anno in cui si ritirerà dalla vita politica per studiare e promuovere la coltivazione dei topinambur con l'idea di estrarvi dei biocarburanti al fine di promuovere l'indipendenza energetica della Francia e procurare delle nuove risorse all'agricoltura e a tutto il mondo contadino.
Fu nominato da François Mitterrand   membro del Consiglio economico e sociale dal 1984 al 1999, della Commissione nazionale consultiva per i carburanti  alternativi dal 1984 e vice presidente della Confederazione dei sindacati produttori di piante a contenuto alcolico (CAIPER). Fu incaricato d'una missione in Romania dopo la  rivoluzione del 1989. Fu l'animatore di un'associazione mirante alla promozione della Romania attraverso delle tournée in Francia del Liceo Romeno che presentava degli spettacoli folcloristici.
Benché  classificato  persino alla destra dell'estrema destra dello schieramento politico, egli sostenne ogni volta per le elezioni presidenziali il candidato vincitore Charles de Gaulle, Georges Pompidou, Valéry Giscard d'Estaing, François Mitterrand per due volte e Jacques Chirac, con l'eccezione di quella del 2002 nella quale scelse di appoggiare la candidatura di Jean-Pierre Chevènement.

## Citazioni di Pierre Poujade
Parlando di Jean-Marie Le Pen, durante un dibattito televisivo, nella metà degli anni ottanta, Pierre Poujade dichiarò: «Se volete veramente fargli del male, non parlate di lui»
In una intervista su RTL, nel maggio 1978, quando Pierre Poujade si presenta come capolista alle elezioni europee: «Stiamo per votare per le elezioni del Parlamento europeo. Le competenze del parlamento europeo sono enormemente importanti per la Francia in generale, e per il ceto medio in particolare. Non bisogna aspettarsi che i partiti tradizionali difendano i nostri interessi. Non abbiamo niente da attenderci da questi. È questa la ragione per la quale ho dichiarato per chi mi schieravo: io prendo la guida di una lista che vuole difendere il ceto medio. Ho la forza per farlo, non sono vecchio. Ho un aspetto invecchiato, ma questo invecchiamento m'ha dato una certa esperienza». 

## Citazioni su Pierre Poujade
L'unica reazione del mondo politico all'annuncio della morte di Pierre Poujade fu quella del leader del Fronte Nazionale Jean-Marie Le Pen, che dichiarava in un comunicato: «Con lui scompare una figura emblematica della lotta delle classi medie contro la burocrazia e il fiscalismo, e più in generale contro la decadenza francese rappresentata dalla Quarta Repubblica». In un'intervista su RTL il leader del FN ha preso le sue distanze dal fondatore dell'UDCA: «Il poujadismo e il lepenismo non hanno niente in comune. Io sono un leader politico, Pierre Poujade era un capo sindacale. Egli ha condotto una lotta politica approfittando di un'opportunità fortunata. Per convinzione egli non era un politico.» 

## Opere
- J'ai choisi le combat (1954)
- A l'heure de la colère (1976)
- L'histoire sans masque, sua autobiografia (2003)
- Prima della sua morte, Pierre Poujade aveva in animo di pubblicare un libro "Pierre Poujade racconta il poujadismo" ma, secondo sua figlia, egli è morto prima ancora di cominciare a scriverlo.